# JOYFUL (ZIP-FMのラジオ番組)
JOYFUL（ジョイフル）は、2016年4月1日から2023年3月24日までZIP-FMで放送されていたラジオ番組。

## 概要
「HOORAY HOORAY FRIDAY」の放送時間が変更することに伴って放送開始した、金曜午後の情報番組。「喜びに満ちた時間」をコンセプトとした、バラエティ豊かな内容となっていた。
2017年12月2日から2018年3月31日まで、AbemaTV「AbemaRADIO」チャンネルにて毎週土曜 17:00 - 20:00に配信していた。
2023年3月24日を最後に放送終了したが、同年3月31日より同じ時間帯で「JOYFUL²」と改題して放送した。SEAMOは改題後も継続して出演。

## パーソナリティ
- SEAMO（2016年4月1日 - 2023年3月24日）
- 堀江美穂（2016年4月1日 - 2022年3月25日）
- 市野瀬瞳（2022年4月1日 - 2023年3月24日）

## 放送・配信時間
いずれもJST。
ラジオ
- ZIP-FM 金曜 13:00 - 16:00

インターネット配信
- AbemaRADIO 土曜 17:00 - 20:00（2017年12月 - 2018年3月）

## 主なコーナー・タイムテーブル
13:20 - はぴねすくらぶ「RADIO SHOPPING」
13:30 - 国民年金基金 SMILE INFORMATION
山口京子（ファイナンシャルプランナー）と堀江が国民年金基金についてトークをするコーナー。
13:45 -「Weekly Scoop」
番組開始以来今も続くコーナー。SEAMOが“とぉさん”、堀江が“かぁさん”に扮し、熟年夫婦の会話口調で、1週間のニュースを振り返る。
14:00 - Dr.ミッフォーのちょっとだけお悩み相談室
14:50 - Joypedia
リスナーがJOYFULのWikipediaの項目を作り盛り上げようと始まったコーナー。
15:00 - Dr.ミッフォーのちょっとだけお悩み相談室
15:00 - ニチレイ「HAPPY FOODS」
鈴木あすな（管理栄養士/料理研究家）と料理のレシピを紹介するコーナー。
15:55 -「ジョイライト」
番組名のJOYFULとハイライトを掛け合わせた造語であり、その日の番組内で起きた最も興味をそそる場面や話題をスタッフ目線で決めて、番組エンディング時に発表されるコーナー。

### 過去のコーナー
- ルノー名古屋東「C'est bon! DRIVE」

堀江がルノーの車に乗っていろいろな場所へ案内するコーナー。
- 「THE HORSE STORYS」

歴史に残る名馬をSEAMOが熱く語るコーナー。
- real BEAUTY
- HELLO! VANCOUVER
- ZIP WEDDING DESK plus
- 15:25 - TAXI RHAPSODY
- CLICK EYE（2020年4月 - 6月）
- MOVING GIFU CITY（ - 2021年3月）

## 企画

### 「指パッチン選手権」
番組において、数ある選手権のキッカケはこの大会から。
「指パッチンなら俺の右に出るものはいない！」と豪語するSEAMOに、リスナーが挑戦し堀江美穂がジャッジする。

### 「○○DAY」
3時間を通して、そのテーマについてジョイフラー達と語り合う。
例えば、かつて実施した鳩DAYでは、鳩の鳴き真似や鳩についてメッセージを募集していた。
また、FAXでテーマに沿った絵も募集する。

### 「モシモシーモDAY」
2020年3月、特番の関係で番組が1時間枠になった際にだけ行われた、視聴者と電話で1分間話す企画。
「モシモシーモ」は番組内で時折行われる企画だが、メイン企画として行われたのはこの時が初めて。
電話に出るときは「モシモシーモ？」と言うのが鉄則で、普通に「もしもし？」と出た場合、「モシモシーモ」と言うまで本題には入らないルールとなっていた。